# Julie Bournonville
Pour les articles homonymes, voir Bournonville (homonymie).
Léonne-Julie Bournonville (née le 14 décembre 1748 à Haaltert, morte le 20 décembre 1804 à Stockholm) est une danseuse française, fille des comédiens Louis-Amable Bournonville et Jeanne Evrard, sœur d'Antoine Bournonville.
Ses parents font probablement partie de la troupe du maréchal de Saxe dans les Pays-Bas autrichiens, dirigée par Charles-Simon Favart. Julie naît au cours d'un voyage de la troupe entre Bruxelles et Gand.
En 1759-1760, ses parents jouent à Lyon, où ils travaillent certainement avec Noverre. La famille est ensuite appelée à Vienne où, le 11 octobre 1762, « Julianne » Bournonville débute dans La Ciaccone, ballet de Jean Dupré. Elle fait encore partie de la troupe de Noverre à Vienne en 1765.
Elle danse ensuite au Théâtre Mariinsky de Saint-Pétersbourg sous la direction de Gasparo Angiolini. Après avoir passé les années 1772 à 1781 à Cassel, elle arrive à Stockholm en janvier 1782 suivie, peu de temps après, par son frère Antoine. L'année suivante elle est nommée première danseuse du Ballet royal suédois.
Le 8 février 1783, elle épouse Claude Alix de La Faye, chirurgien-dentiste de la reine de Suède. Elle dansera ensuite sous le nom de scène de Madame Alix.
Elle se retire de la scène en 1798, après avoir dansé dans l'opéra Cora och Alonzo, et continue à enseigner la danse à l'école de ballet, bénéficiant d'une pension royale.